# El Menzah
El Menzah è un insieme di quartieri della zona settentrionale di Tunisi, capitale della Tunisia.
Destinato alle classi medie e superiori, il quartiere comprende residenze con predominanza di ville ed edifici di pregio. Queste suddivisioni sono numerate da I a X in ordine di sviluppo: la prima (El Menzah, poi diventa El Menzah I) risale al 1953, l'ultima agli anni 1990 e primi 2000 (El Menzah IX e X, che prende il nome di Ennasr).
Il complesso residenziale è amministrativamente collegato ai governatorati di Tunisi (circoscrizione di El Menzah) e di Ariana (circoscrizione di Ariana Ville). Una parte del quartiere (El Menzah I e IV, poi dalla zona VII alla IX) costituisce uno dei sedici distretti del municipio di Tunisi, per un totale di 43 320 abitanti, mentre un'altra parte (El Menzah V e VI), avente rispettivamente 8 110 e 6 629 abitanti, fa parte del comune di Ariana.

## Galleria d'immagini

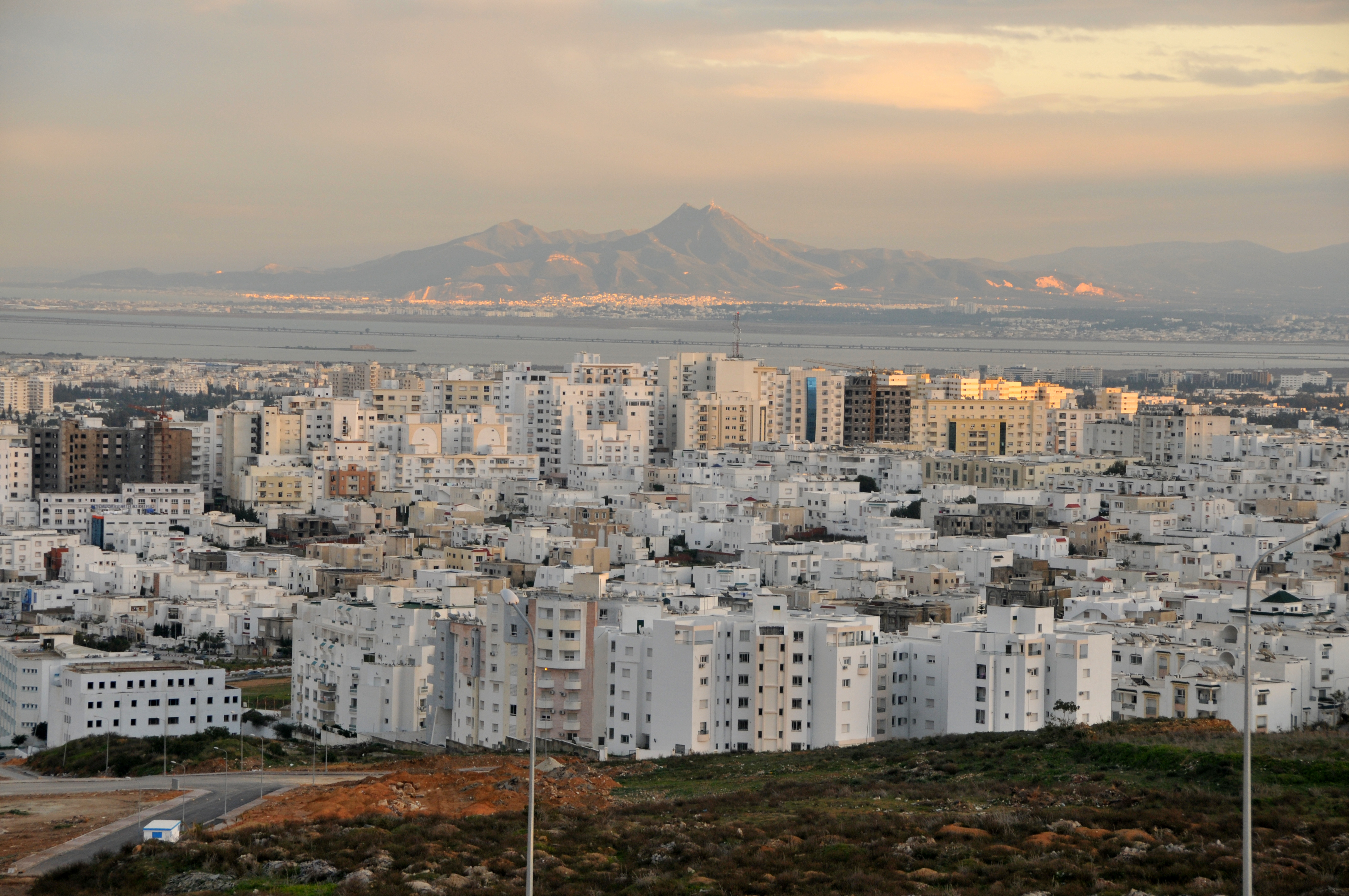
Vista panoramica di El Menzah
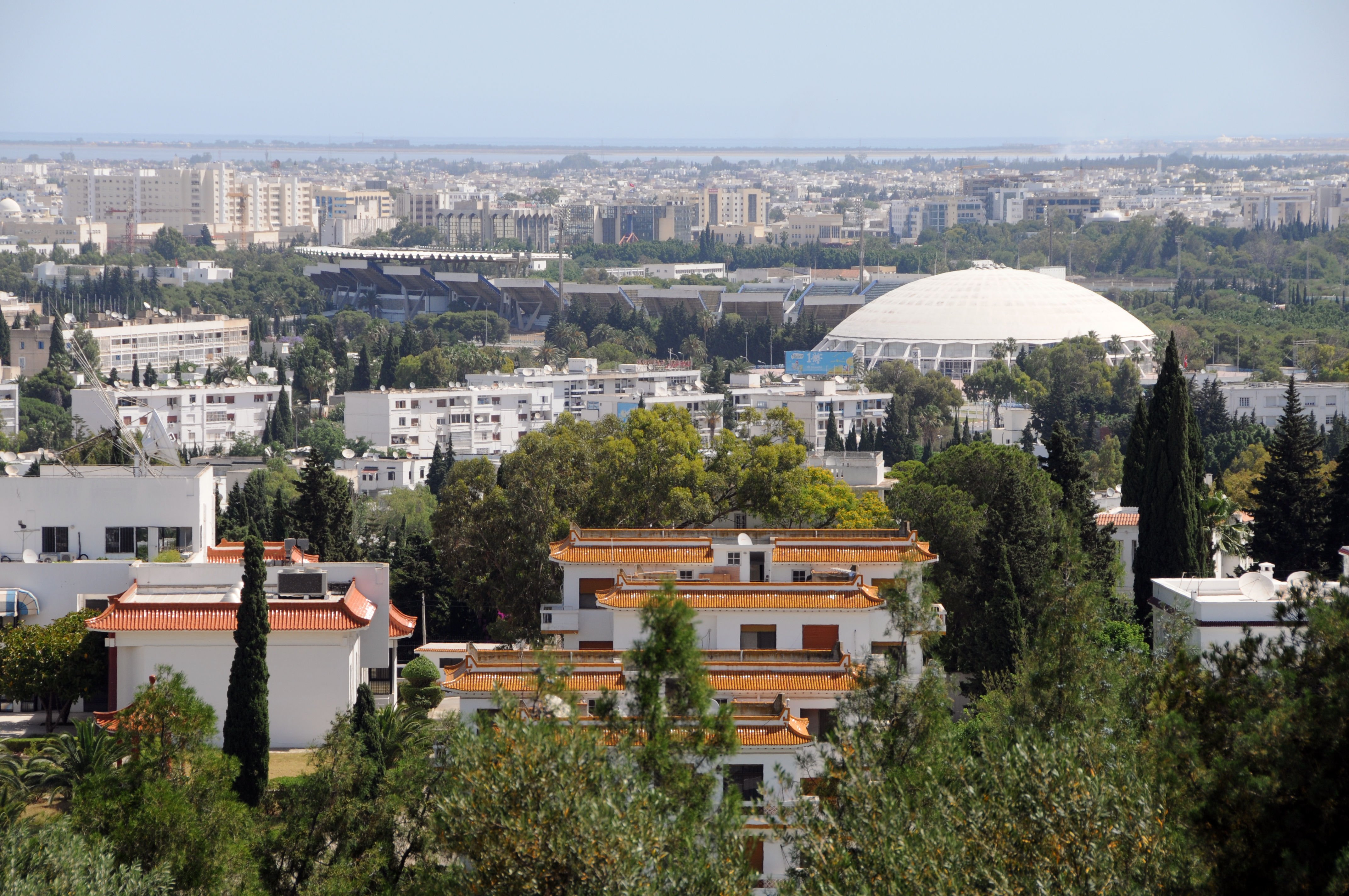
La città olimpica di El Menzah
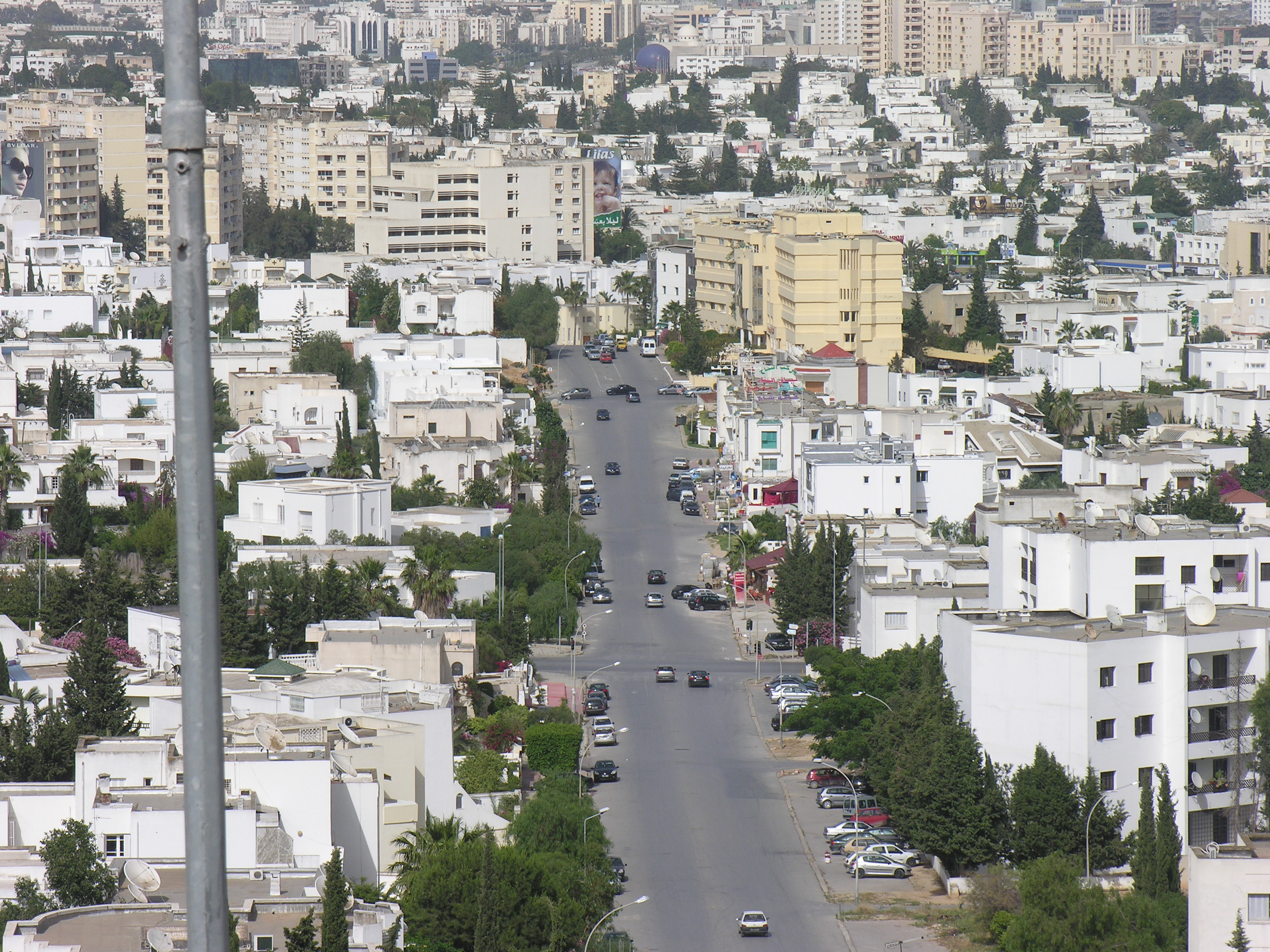
Veduta del quartiere El Menzah IX